# 戰國之刃
《戰國之刃》（台湾又译作）是1996年彩京發行的街機遊戲，種類為射擊遊戲，是《戰國ACE》的續集。

## 概要
以8方向鍵、2個按紐（射擊、炸彈）來操作。
幾乎繼承前作戰國ACE的世界觀和角色、但系統有一部分變更。前作是以縱向射擊為主、本作則成為橫向捲軸射擊。另外因為設定成能用飛蒼石來飛行、所以讓本作角色不再開著飛機而是親自飛行攻擊。還有細節部分、只要角色和地面接觸的話能看到他們走在地上的動作。
其他、除了兩人操作時所選的角色會互相交談和有專門的結局外、還多加了關卡的分歧並且會影響整個結局，使本作角色都有兩個結局。
角色設定則是繼承中村博文在前作的設定並且由司淳擔任本作設定。

## 操作角色
- 無法無天的巫女 富樫小寄（富樫こより）

武器:式神 伐折羅
聚氣攻擊:使役術法
炸彈:九字術法
- 回歸的和尚 天外

武器:怪鳥 善次郎
聚氣攻擊:炎之善次郎
炸彈:坊主念佛地獄
- 復仇的劍術士 翔丸

武器:菱花鏡
聚氣攻擊:蒼羅霊
炸彈:那由他裂斬
- 金髪的少女忍者 尤妮絲

武器:忍猿 蘇格拉底
聚氣攻擊:火猿之術
炸彈:忍法 華之舞
- 反逆的機關武者 鋼

武器:機槍
聚氣攻擊:槍曼荼羅
炸彈:來震電撃
- 風雲半裸武士 艾因（隱藏角色）

武器:震電丸
聚氣攻擊:武士閃光
炸彈:武士劍

## 移植作品
- SEGA SATURN版

1996年11月12日發售。
- PlayStation 2版

2004年12月2日由TAITO發售，收錄在彩京射擊合集Vol.2並且將戰國ACE和戰國之刃則結合在一起。

## 關連項目
- 戰國ACE（前作）
- 戰国Cannon（續集）

## 外部連結
- 戰國之刃介紹
- TAITO官網，彩京射擊合集Vol.2 （页面存档备份，存于）